# Prêmio Micius Quantum
O Prêmio Micius Quantum (em inglês:  Micius Quantum Prize) é concedido anualmente desde 2018 "para promover a pesquisa em ciência da informação quântica e tecnologia quântica". Os recipientes recebem um milhão de yuan chineses (cerca de US$ 150 000) e uma medalha de ouro. O prêmio é concedido pela Micius Quantum Foundation, que foi criada graças a doações (no valor de 100 milhões de yuan chineses) de empreendedores privados. O presidente do comitê de seleção é Bai Chunli, presidente da Academia Chinesa de Ciências.
O prêmio leva o nome de Mozi, um antigo filósofo chinês (ca 470 a.C.) que fundou a escola do moísmo durante o período das cem escolas de pensamento.

## Recipientes
| Ano  | Imagem | Laureado[A]                  | País[B]               | Razão[C] | Categoria    | Ref   |
| ---- | ------ | ---------------------------- | --------------------- | --- | ------------ | ----- |
| 2018 |        | David Deutsch                | Reino Unido · Israel  | "Por suas contribuições conceituais seminais sobre a máquina de Turing quântica e o algoritmo quântico" | Teoria       | [ 1 ] |
| 2018 |        | Peter Shor                   | Estados Unidos        | "Por seu trabalho teórico inovador sobre o algoritmo de fatoração e a correção de erro quântico" | Teoria       | [ 1 ] |
| 2018 |        | Peter Zoller                 | Áustria               | "Por suas contribuições teóricas notáveis que permitiram as implementações escalonáveis de processamento de informações quânticas, como computação quântica com íons aprisionados, simulação quântica com átomos ultraresfriados e repetidores quânticos" | Teoria       | [ 1 ] |
| 2018 |        | Juan Ignacio Cirac Sasturain | Espanha               | "Por suas contribuições teóricas notáveis que permitiram as implementações escalonáveis de processamento de informações quânticas, como computação quântica com íons aprisionados, simulação quântica com átomos ultraresfriados e repetidores quânticos" | Teoria       | [ 1 ] |
| 2018 |        | Rainer Blatt                 | Alemanha · Áustria    | "Por seu trabalho experimental pioneiro na realização de portas lógicas quânticas, entrelaçamento de multipartículas, simulação quântica e algoritmos de computação quântica usando íons aprisionados"                                                    | Experimental | [ 1 ] |
| 2018 |        | David Wineland               | Estados Unidos        | "Por seus experimentos inovadores que abriram o caminho para a computação quântica e metrologia quântica com íons aprisionados" | Experimental | [ 1 ] |
| 2019 |        | Stephen Wiesner              | Israel                | "Por sua ideia conceitual original sobre codificação conjugada que inspirou a descoberta da criptografia quântica prática " | Teoria       | [ 2 ] |
| 2019 |        | Charles Henry Bennett        | Estados Unidos        | "Por suas invenções de distribuição quântica de chaves, teletransporte quântico e purificação de emaranhamento" | Teoria       | [ 2 ] |
| 2019 |        | Gilles Brassard              | Canadá                | "Por suas invenções de distribuição quântica de chaves, teletransporte quântico e purificação de emaranhamento" | Teoria       | [ 2 ] |
| 2019 |        | Artur Ekert                  | Polónia · Reino Unido | "Por suas invenções de distribuição baseada no emaranhamento quântico chave, troca de emaranhamento e purificação de emaranhamento" | Teoria       | [ 2 ] |
| 2019 |        | Pan Jianwei                  | China                 | "Por seus experimentos inovadores em interferometria de múltiplos fótons e transmissão quântica em espaço livre que possibilitou comunicações quânticas praticamente seguras e em grande escala"                                                          | Experimental | [ 2 ] |
| 2019 |        | Anton Zeilinger              | Áustria               | "Por seus experimentos inovadores em interferometria de múltiplos fótons e transmissão quântica em espaço livre que possibilitou comunicações quânticas praticamente seguras e em grande escala"                                                          | Experimental | [ 2 ] |
| 2020 |        | Carlton Morris Caves         | Estados Unidos        | "Por seu trabalho fundamental em metrologia quântica e teoria da informação quântica, especialmente por elucidar o ruído fundamental em interferômetros e sua supressão com o uso de estados comprimidos"                                                 | Teoria       | [ 3 ] |
| 2020 |        | Hidetoshi Katori             | Japão                 | "Por suas conquistas inovadoras em medições quânticas de precisão, em particular pelo desenvolvimento de relógios atômicos óticos extremamente estáveis e precisos"                                                                                       | Experimental | [ 3 ] |
| 2020 |        | Jun Ye                       | Estados Unidos        | "Por suas conquistas inovadoras em medições quânticas de precisão, em particular pelo desenvolvimento de relógios atômicos óticos extremamente estáveis e precisos"                                                                                       | Experimental | [ 3 ] |